# Кото Окубо
Кото Окубо (јап. 大久保琴; Токио, 24. децембар 1897 — Кавасаки, 12. јануар 2013) била је жена из Јапана која је у тренутку своје смрти била најстарија жива жена на свету.
Кото Окубо је постала најстарија жена у Јапану након смрти Чионо Хасегаиа 2. децембра 2011. Умрла је 12. јануара 2013. Након њене смрти најстарија жена на свету постала је Мисао Окава која је такође из Јапана.